# Philippe Francq
Pour les articles homonymes, voir Francq.
Philippe Francq, né le 13 décembre 1961 à Etterbeek (région de Bruxelles-Capitale), est un dessinateur réaliste belge de bande dessinée. Il est notamment connu en tant que dessinateur du best-seller Largo Winch, publié depuis 1990 aux éditions Dupuis.

## Biographie
Philippe Francq naît le 13 décembre 1961 à Etterbeek,, une commune bruxelloise où naquirent Hergé et André Franquin également. Après six ans d'études à l'Institut Saint-Luc de Bruxelles de septembre 1978 à 1984 , où il suit notamment des cours de François Schuiten et Philippe Berthet, Philippe Francq cherche à devenir dessinateur professionnel. Il travaille d'abord pour Gabrielle Borile, puis aux Studios Hergé avec Bob de Moor. Il entame en 1987 une collaboration avec Bob de Groot, pour la série réaliste Des villes et des femmes, publiée aux éditions Dargaud (2 albums, 1987-1988) et reprise en intégrale en 2021 chez le même éditeur. Il travaille ensuite en 1988-1989 avec Francis Delvaux, qui crée pour lui Léo Tomasini chez le même éditeur.
En 1988, il rencontre Jean Van Hamme, et lui propose d'être le dessinateur de l'adaptation de ses romans Largo Winch. Ce thriller moderne sur fond de haute finance et de jolies filles, dont le premier tome paraît en 1990 dans la collection « Repérages » aux éditions Dupuis, lui vaut un très grand succès populaire et lui permet de ne plus se consacrer qu'à cette série.
En avril 2020, le célèbre quotidien belge Le Soir invite 27 auteurs belges de bande dessinée à s’exprimer librement sur le thème de la résistance positive au confinement dont Philippe Francq, Laurent Durieux, François Schuiten, Jannin et Liberski, Bernard Yslaire, Dany, François Deflandre, Johan De Moor, Janry, Éric Lambé, Olivier Grenson, Marianne Duvivier, Serge Dehaes, Michel Kichka, André Taymans, Didier Alcante, Mathieu Burniat, Jacques Louis, Thierry Van Hasselt et Barly Baruti.

## Un dessinateur grand public

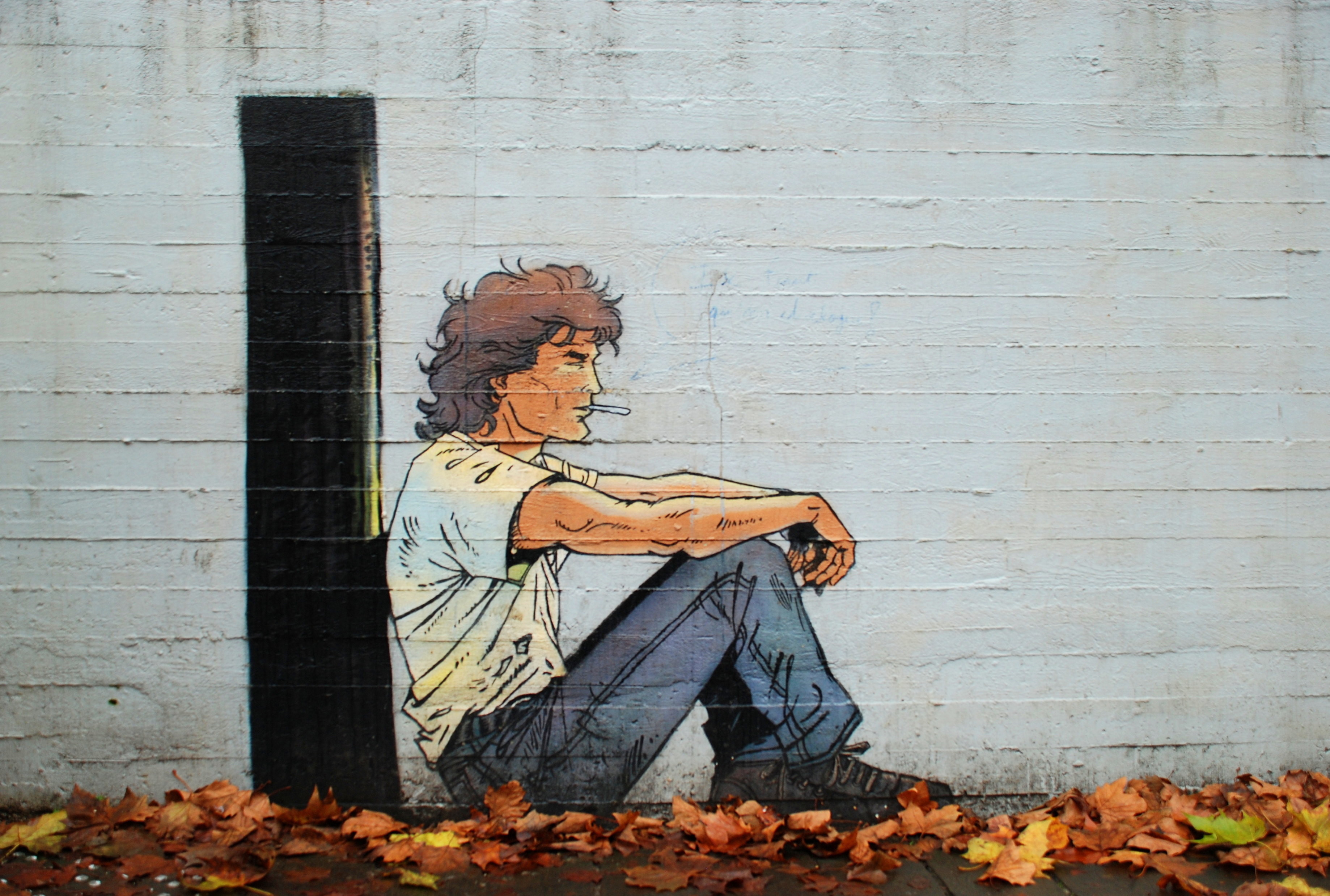
Peinture murale Largo Winch sur les murs de la place des Sciences de Louvain-la-Neuve.

Philippe Francq revendique son style réaliste très lisible : « En raison de mon caractère et pour être reçu par le plus grand nombre, j'essaie de faire du “fouillé-simple” ». Ce style lui permet de représenter aussi bien des décors urbains que des paysages naturels, aussi bien des scènes d'action (très nombreuses dans Largo Winch) que des réunions de personnages autour d'une table de travail.

## Œuvres publiées

### Des villes et des femmes
- 1. Helen, Agnès, Liz, Dargaud, Paris, 1987
Scénario : Bob de Groot - Dessin : Philippe Francq - Couleurs : quadrichromie -  (ISBN 2-87129-021-0)
- 2. Ginette, Gerda, Mireille, Dargaud, Paris, 1988
Scénario : Bob de Groot - Dessin : Philippe Francq - Couleurs : quadrichromie -  (ISBN 2-87129-042-3)
- int. Des villes et des femmes[4], Dargaud, Paris, 12 novembre 2021
Scénario : Bob de Groot - Dessin : Philippe Francq - Couleurs : Philippe Francq et Bertrand Denoulet -  (ISBN 9782871292982)

### Léo Tomasini
- 1. Justice divine, Dargaud, Paris, octobre 1988
Scénario : Francis Delvaux - Dessin : Philippe Francq - Couleurs : quadrichromie -  (ISBN 2871290466)
- 2. Et rops-la-boum, Dargaud, Paris, 1989
Scénario : Francis Delvaux - Dessin : Philippe Francq - Couleurs : quadrichromie -  (ISBN 287129058X)

### Largo Winch
(dessin), avec Jean Van Hamme (scénario jusqu'au tome 20) puis Éric Giacometti (scénario à partir du tome 21) et enfin Jérémie Guez (scénario à partir du tome 25) Dupuis, coll. « Repérages », 25 volumes, depuis 1990.

### Collections publiques
Une œuvre de cet artiste est conservée au Centre belge de la bande dessinée et fait partie du patrimoine mobilier de la région Bruxelles-Capitale.

## Prix
- 1990 :  prix du meilleur dessin décerné par la Chambre belge des experts en bande dessinée[8] pour  L’Héritier ;
- 1994 :  Prix Haxtur du meilleur dessin pour Largo Winch, t. 3-4[9] ;
- 1996 :  Prix Haxtur de la meilleure histoire longue pour Largo Winch, t. 5-6[9] ;
- 2009 :  Prix Adamson du meilleur auteur international pour l'ensemble de son œuvre (partagé avec Jean Van Hamme)[9].

#### Livres
: document utilisé comme source pour la rédaction de cet article.
- Jacques Fiérain, « Francq, Philippe », dans La BD à Bruxelles et en Brabant, Charleroi, Éd. l'Âge d'or, avril 2003, 144 p., ill. ; 31 cm (ISBN 9782960119664 et 2960119665, OCLC 470388171, présentation en ligne), p. 55.
- Henri Filippini, « Francq, Philippe », dans Dictionnaire de la bande dessinée, Paris, Bordas, 2005, 912 p., ill. ; 27 cm (ISBN 978-2-04-729970-8 et 2047299705, OCLC 1009545288, présentation en ligne), p. 764. .
- Patrick Gaumer, « Francq, Philippe », dans Dictionnaire mondial de la BD, Paris, Larousse, 2010, 953 p., ill. ; 27 cm (ISBN 978-2-0358-4331-9 et 2-0358-4331-6, OCLC 920924930, présentation en ligne), p. 335. .
- Christelle Pissavy-Yvernault et Bertrand Pissavy-Yvernault, Largo Winch : l'art du dessin de Philippe Francq, Marcinelle, Dupuis, 2020, 168 p., ill. ; 27,8 cm (ISBN 979-10-34753-59-8, OCLC 1231458848, présentation en ligne).

#### Périodiques
- Philippe Francq (interviewé par François Le Bescond), « Les Invités : Philippe Francq : J'adore dessiner les scènes qui me font flipper à la première lecture du scénario ! », La Lettre de Dargaud, Dargaud, no 30,‎ juillet-août 1996, p. 17
- Philippe Francq (par Frédéric et Jean-Marc Vidal), « Winch à la bonne franquette », BoDoï, no 10,‎ juillet 1998, p. 59
- Collectif, DBD no 4, septembre 1999.
- Frédéric Bosser, Corinne Kuperberg, Violaine Joffart, Stéphane Beaujean et François-Régis Houel, « Actualités et événements : Portraits choisis (Largo Winch) », BullDozer, no 4,‎ décembre 2005 (ISSN 1775-0652).
- Philippe Francq (interviewé par Frédéric Bosser), « Enquête : Peut-on vendre à 500.000 ex et être Grand prix d'Angoulême ? - Entretien avec Philippe Francq », BullDozer, no 5,‎ février 2006 (ISSN 1775-0652).
- Philippe Francq (interviewé par Olivier Thierry et Olivier Pisella), « Philippe Francq : «Largo est un personnage qui doit rester jeune parce qu’il doit rester rebelle» », Zoo, no 13,‎ mai - juin 2008, p. 59.
- Philippe Francq (interviewé par Diane Launier), « Entretien : Oh le joli Petit Lot ! - Entretien avec Philippe Francq », Casemate, no 9,‎ novembre 2008 (ISSN 1964-504X).

### Filmographie
Un documentaire intitulé Largo est réalisé en 2008 sur la création de l'album de Largo Winch Les Trois yeux des gardiens du Tao. Une équipe de cinéma suit Jean Van Hamme et Philippe Francq tout au long de la fabrication de cet album, depuis la première ébauche de scénario jusqu'à l'imprimerie, en passant par les repérages à Hong Kong. D'une durée de 95 minutes, le film est réalisé par Yves Legrain Crist et produit par Kanari Films, avec la participation de Philippe Francq, Jean Van Hamme, Hubert Védrine, Didier Pasamonik et Michel-Édouard Leclerc. Le film sort en DVD le 31 octobre 2007, accompagnant une édition spéciale de la bande dessinée. Il est disponible en VOD sur le site de l'éditeur. (OCLC 1295821165)

### Internet
- Philippe Francq interviewé par Dominique Bry dans Comic Strip sur Mediapart, 6 novembre 2008. Partie 1. Partie 2.

### Vidéographie
- [vidéo] « Exposition Largo Winch : l'art du dessin de Philippe Francq », sur YouTube, 19 octobre 2020